# Vestavia Hills, Alabama
Vestavia Hills là một thành phố thuộc quận Jefferson và Quận Shelby, bang Alabama, Hoa Kỳ. Dân số năm 2009 là 31121 người, mật độ đạt 619 người/km².